# Deathstalker II
Deathstalker II, cunoscut și ca Deathstalker II: Duel of the Titans, este un film de aventuri fantastic de comedie de sabie și vrăjitorie argentiniano-american din 1987, regizat de Jim Wynorski. Este o continuare a filmului Deathstalker din 1983. A fost scris de Neil Ruttenberg (cu o rescriere amplă necreditată de Wynorski, Terlesky și R. J. Robertson) și îi are în distribuție pe John Terlesky, Monique Gabrielle, John LaZar și María Socas. Terlesky l-a înlocuit pe Richard Hill⁠(d), protagonistul din filmul anterior, în rolul principal titular. Acesta este ultimul film de sabie și vrăjitorie pe care Roger Corman l-a produs în Argentina în anii 1980.
Datorită bugetului redus și conștientizării de sine a filmului, Wynorski a considerat filmul un fel de „comedie anacronică”.
În film, o prințesă este înlocuită de clona ei malefică. Ea se dă drept o clarvăzătoare în timp ce încearcă să-și recupereze regatul.

## Rezumat
Prințesa Evie din regatul Jzafir este posedată de vrăjitorul Jerak, care creează o clonă diabolică a prințesei. Prin intermediul clonei, Jerak și cu ajutorul aliatei sale, voluptuoasa și periculoasa Sultana, domnește asupra regatului Jzafir. Adevărata Evie scapă de sub controlul lui Jerak și, dându-se drept Reena Clarvăzătoarea, cere ajutorul renumitului erou Deathstalker. Împreună luptă împotriva forțelor răului pentru a lua înapoi regatul Jzafir.

## Distribuție
- John Terlesky – Deathstalker
- Monique Gabrielle – Reena clarvăzătoarea/Prințesa Evie
- John LaZar – Jarek vrăjitorul
- Toni Napoli – Sultana
- María Socas – Regina Amazonelor
- Marcos Woinsky – pirat
- Dee Booher – campioană a amazoanelor Gorgo (ca Regina Kong)
- Jacques Arndt – Marele Preot (ca Jake Arnt)
- Carina Davi – tânără amazoană
- Jim Wynorski – soldatul pe moarte (ca Arch Stanton)
- Douglas Mortimer – Omul în negru
- Maria Luisa Carnivani – Paznică
- Leo Nichols – Pirat Asasin #1
- Frank Sisty – Pirat Asasin #2
- Nisipurile Roșii – Pirat Asasin #3
- Dan Savio – Pirat Asasin #4
- William Feldman – Pirat Asasin #5
- Nick Sardansky – victima lui Evie

## Producție
Roger Corman a avut o înțelegere pentru a realiza mai multe filme de sabie și vrăjitorie în Argentina, într-un contract de coproducție cu Aries Cinematográfica Argentina, dintre care Deathstalker II a fost ultimul. Corman i-a cerut lui Jim Wynorski să regizeze filmul, după ce anterior i-a regizat filmul tehno horror Chopping Mall (1986). Wynorski a dezvăluit că Roger Corman era supărat deoarece nu a avut șansa să producă Conan Barbarul (1982): „ar fi trebuit să facă Conan, dar nu a făcut-o, altcineva a făcut-o și a spus „o să-l copiez”, așa că asta a făcut.”

### Casting
Wynorski a distribuit câțiva actori cu care a mai lucrat înainte, inclusiv pe John Terlesky⁠(d). Terlesky se întâlnea cu Monique Gabrielle⁠(d) în acea perioadă, de asemenea a avut o relație și cu Toni Naples, și ambele au fost alese să joace în film. Wynorski l-a angajat și pe John LaZar cu care a colaborat la Dincolo de valea păpușilor⁠(d) (1970).
Wynorski a descris lucrul cu Maria Socas, care a apărut anterior în The Warrior and the Sorceress⁠(d) (1984; al doilea film de sabie și vrăjitorie produs de Corman în Argentina), în felul următor: „Maria Socas a fost/este o persoană foarte drăguță, încerca să ia rolul [de Regina Amazoanelor] în serios și, în cele din urmă, i-am spus: „joacă serios și vom face noi comedie în jurul tău”.
Monique Gabrielle a afirmat mai târziu că filmul este preferatul ei:
A fost o filmare foarte dificilă, într-un fel, pentru că eram în Argentina și scenariul nostru conținea o mulțime de cascadorii care nu puteau fi realizate cu limitările pe care le aveau acolo. Nu erau sigure și au apărut multe probleme. Aproape că am fost scăpată într-o oală cu apă, care, din fericire, nu era fiartă (dar trebuia să fie). Dar, pe lângă toate acestea, a fost într-adevăr preferatul meu pentru că mi-a plăcut rolul pe care l-am interpretat. Trebuie să joc personaje duble.
Wynorski a spus că „mi-a luat foarte mult” s-o fac pe Gabrielle să joace un rol de comedie: „a avut un fel de apogeu la interpretarea reginei malefice, dar i-am spus „trebuie să te joci pe tine însuți”, ceea ce este foarte dulce, și „trebuie să fii amuzantă”, și ea asta a făcut, a făcut o treabă bună”.

### Scriere
Neil Ruttenberg a scris un scenariu pe care Wynorski l-a considerat „îngrozitor”, așa că acesta din urmă l-a rescris împreună cu Terlesky și colaboratorul său obișnuit R. J. Robertson. Wynorski a spus că scenariul original „încerca să fie un film Conan și am spus, știi, „nu asta vreau să fac”. Și vreau să fiu distractiv și l-am avut pe John care era foarte, foarte amabil, și i-am avut pe Toni și Monique și John (LaZar) și regina Kong, când ea a fost acolo, iar unii dintre actorii spanioli vorbeau foarte bine limba engleză și erau foarte fericiți să facă ceva diferit”.
Wynorski a explicat: „într-un fel am făcut versiunea noastră a filmului S-a întâmplat într-o noapte (1934)”. El a scris două părți pentru Monique Gabrielle „pentru că mi-a oferit o persoană în plus, aveam nevoie de mulți oameni care să vorbească engleza și astfel, creând un rol dublu pentru Monique, am creat încă un personaj, iar în fiecare seară, John și cu mine ne întorceam la hotel și rescriam lucruri noi și le filmam în următoarele două zile”.

### Filmări
Wynorski a refolosit decorurile din filmele anterioare de sabie și vrăjitorie realizate de Corman în Argentina. El a mai spus că „platourile erau destul de distruse când am ajuns acolo, cred că am fost ultimul tip care le-a folosit înainte ca acestea să fie dărâmate”.
Wynorski a declarat că producătorul, Frank Isaac, a fost „foarte supărat” pentru că au tot schimbat scenariul original: „În cele din urmă, el [Isaac] s-a supărat atât de mult, încât l-a sunat pe Roger Corman... familia sa a venit, iar Roger ... a spus: „Este bine, continuă”. După ce Corman s-a întors în California, Wynorski i-a cerut să-i trimită cea mai mare luptătoare pe care a putut-o găsi. Corman a angajat-o pe Dee Booher⁠(d) pentru producție, așa că Wynorski a filmat cu ea scena cu regina Kong.
Wynorski a declarat că producătorii argentinieni „nu au vrut să cheltuiască bani pe această producție”.

## Relansare
A fost relansat în anii 2000 de Shout! Factory ca „Idoli clasici ai lui Roger Corman: Colecția de sabie și vrăjitorie” (Roger Corman's Cult Classics: Sword and Sorcery Collection). Colecția include Deathstalker, Deathstalker II, Barbarian Queen⁠(d) și The Warrior and the Sorceress⁠(d).
Lansarea Deathstalker II din această colecție este destul de diferită de versiunile anterioare pe VHS și DVD. Prezintă un nou raport anamorfic pe ecran lat (1,78:1) și o versiune aprobată a regizorului (Approved Director's Cut).